# Gustaf Anders Lindberg
Gustaf Anders Lindberg ( 14 de agosto de 1832, Halmstad - 3 de febrero de 1900), fue un botánico sueco, que realizó expediciones botánicas a Brasil, a partir de 1857.

## Algunas publicaciones
- gustaf Anders Lindberg. 1894. Hvilken nytta hafva kakteerna af sina taggar? 7 pp.

- --------------------------------. 1887. Om kakteernas, särskildt deras frukters, ekonomiska betydelse af G.A.L-g

- La abreviatura «G.Lindb.» se emplea para indicar a Gustaf Anders Lindberg como autoridad en la descripción y clasificación científica de los vegetales.[2]